# Masako Togawa
Masako Togawa (戸川昌子; Tōkyō, 23 marzo 1931 – Shizuoka, 26 aprile 2016) è stata una scrittrice, attrice e cantante giapponese.
Perde il padre ed il fratello durante la Seconda guerra mondiale, si mantiene come cantante nei locali. Dopo la guerra, diviene molto famosa.
Parallelamente, portò avanti una carriera nella scrittura, dedicandosi soprattutto al giallo. Nel 1962 il suo primo romanzo Appartamenti per signore sole vinse il premio Ranpo Edogawa. 
Dal 1969 al 1974 scrisse i 287 episodi del telefilm giapponese Playgirl, in cui recita il ruolo principale di Masako Makoto.
Il supplemento letterario del Times l'ha definita: «La P.D. James giapponese». 

## Opere
- 1957 - Appartamenti per signore sole (Oinaru Genei), Corbaccio, 1994; TEA, 1997(ISBN 9788879720854)[1] - riedizione con il titolo Residenza per signore sole (trad. Antonietta Pastore), Marsilio, 2022
- 1962 - Di amore si muore (Ryojin Nikki), Il Giallo Mondadori n. 2008 (1987)[1] - riedizione con il titolo Diario di un seduttore (trad. Antonietta Pastore), Marsilio, 2023
- 1967 - Nemurenai yoru no hon
- 1968 - Saketa nemuri
- 1968 - Mitsu no aji
- 1968 - Kaso gyoretsu
- 1968 - Motto keo o!
- 1969 - Muma
- 1969 - Aka Kasa
- 1969 - Kamen no sei
- 1970 - Kari no jikoku
- 1971 - Seijo
- 1976 - Fukai Shissoku
- 1976 - Un bacio di fuoco (Hi no seppun), Il Giallo Mondadori n. 2332 (1993)[1]
- 1977 - Hanayakanaru hy oga
- 1977 - Nijiiro no funsui

## Filmografia

### Film tratti dai suoi romanzi
- 1964 - Ryojin Nikki

### Film interpretati
- 1964 - Ryojin Nikki
- 1969 - Playgirl - Telefilm
- 1989 - Oinaru genei - Film TV